# Dillenia hookeri
Dillenia hookeri är en tvåhjärtbladig växtart som beskrevs av Jean Baptiste Louis Pierre. Dillenia hookeri ingår i släktet Dillenia och familjen Dilleniaceae. Inga underarter finns listade i Catalogue of Life.